# Joan Cantacuzè
Joan Cantacuzè fou fill o net de l'almirall Cantacuzè. Es va casar amb Maria Comnena, filla d'Andrònic Comnè, sebastocràtor, i neta de l'emperador Manuel I Comnè (1143-1180). Va morir en guerra contra els seljúcides el 1176.